# 인디언자리 엡실론

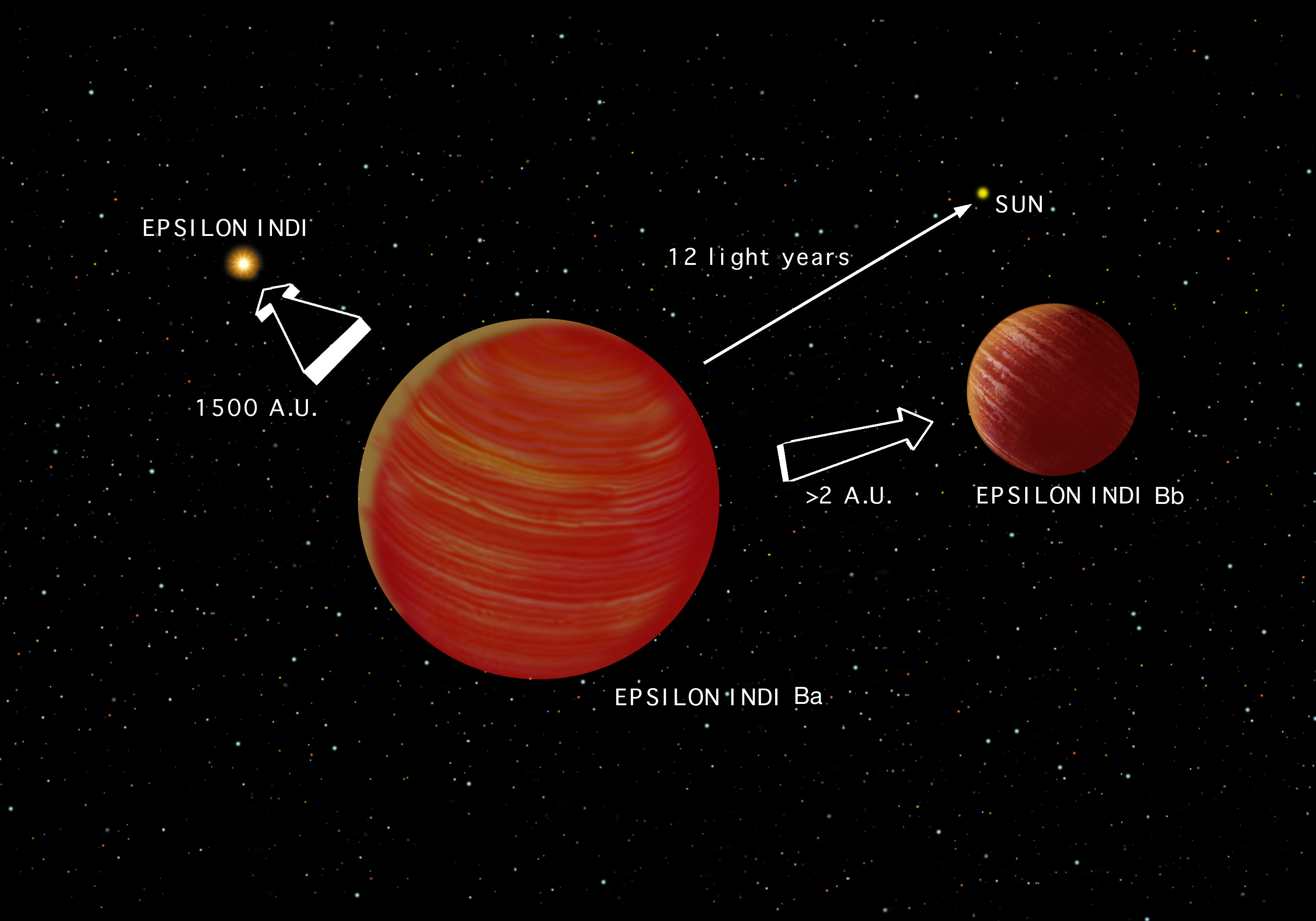
인디언자리 엡실론

인디언자리 엡실론(영어: Epsilon Indi, 라틴어: ε Indi, ε Ind)은 지구에서 약 11.83광년 떨어진 항성이다. 이 별은 백조자리 61 다음으로 밤하늘에서 고유운동 값이 크다. 만약 매우 어두운 밤하늘에서 +6.4등성 그룸브리지 1830을 관측 가능하다고 할 경우, 인디언자리 엡실론은 백조자리 61과 1830에 이어 세 번째로 고유 운동 값이 큰 별이 된다.
만약 인류가 먼 훗날 인디언자리 엡실론을 방문하게 된다면, 태양은 큰곰자리 부근에서 +2등성으로 빛날 것이다.

## 특징
인디언자리 엡실론은 지름과 질량이 태양의 75%, 밝기는 15% 정도 되는 K 분광형의 주계열성이다. 엡실론은 태양에 대해서 초당 86km로 움직인다. 엡실론은 종족I 항성으로, 최소 16개의 별과 함께 태어났을 것으로 추측된다.
2003년 1월 엡실론에서 1,500 AU 떨어진 곳을 공전하는 갈색 왜성이 발견되었는데, 이 갈색 왜성의 질량은 적어도 목성의 40~60배 정도로 추측되었다. 2003년 8월 천문학자들은 이 갈색 왜성이 사실은 두 개의 갈색 왜성이었으며, 서로 2.1AU 떨어져서 서로 공전하고 있다는 사실을 알게 되었다. 두 갈색 왜성의 분광형은 모두 T였다. 둘 중 질량이 큰 인디언자리 엡실론Ba의 분광형은 T1, 질량이 작은 쪽인 Bb는 T7이었다. 두 왜성은 Ba와 Bb 각각 질량이 목성의 47 ± 10 및 28 ± 7배였고, 반지름은 태양의 0.091 ± 0.005 및 0.096 ± 0.005배, 표면 온도는 1280 ± 40 K 및 850 ± 20 K로 측정되었다. 2024년에는 인디언자리 엡실론이 거느리고 있는 행성 중에서 슈퍼목성에 속하는 외계 행성인 엡실론 인디 Ab의 존재가 확인되었는데 이행성은 모항성과 제법 멀리 떨어져있기 때문에 슈퍼목성에 속하는 행성들 중에선 차가운 온도를 가진 행성이 된다.

## 인류 거주 가능성
워싱턴 D.C. 카니지 재단의 마거렛 턴불, 질 타터는 그들이 정리한 지구 근처 17,129개 항성들 중, 인디언자리 엡실론을 생명체가 있는 행성을 거느릴 후보로 꼽았다.

## 같이 보기
- 외계 행성
- 적색 왜성
- 갈색 왜성